# Kasulu
Kasulu ist eine der zwanzig größten Städte in Tansania. Sie ist die zweitgrößte Stadt der Region Kigoma und Verwaltungszentrum des Distriktes Kasulu.

## Geographie
Die Stadt liegt im Westen von Tansania in 1291 Meter Seehöhe. Das Klima ist tropisch, Aw nach der effektiven Klimaklassifikation. Im Jahresschnitt regnet es 1184 Millimeter bei einer Durchschnittstemperatur von 20,7 Grad Celsius.
|                        | Jan  | Feb  | Mär  | Apr  | Mai  | Jun  | Jul  | Aug  | Sep  | Okt  | Nov  | Dez  |   |      |
| Mittl. Temperatur (°C) | 20,6 | 20,7 | 20,6 | 20,6 | 20,5 | 19,8 | 19,7 | 20,8 | 21,9 | 21,8 | 20,7 | 20,6 | ⌀ | 20,7 |
| Mittl. Tagesmax. (°C)  | 25,2 | 25,4 | 25,4 | 25,3 | 25,7 | 26,1 | 26,5 | 27,5 | 28,1 | 27,4 | 25,5 | 25   | ⌀ | 26,1 |
| Mittl. Tagesmin. (°C)  | 16,1 | 16   | 15,9 | 16   | 15,4 | 13,5 | 12,9 | 14,2 | 15,7 | 16,3 | 16   | 16,2 | ⌀ | 15,3 |
|                        |      |      |      |      |      |      |      |      |      |      |      |      |   |      |
| Niederschlag (mm)      | 163  | 158  | 174  | 193  | 61   | 4    | 1    | 3    | 22   | 67   | 155  | 183  | Σ | 1184 |

| 16,1 |

| 16 |

| 15,9 |

| 16 |

| 15,4 |

| 13,5 |

| 12,9 |

| 14,2 |

| 15,7 |

| 16,3 |

| 16 |

| 16,2 |

| 16,1 |

| 16 |

| 15,9 |

| 16 |

| 15,4 |

| 13,5 |

| 12,9 |

| 14,2 |

| 15,7 |

| 16,3 |

| 16 |

| 16,2 |

## Geschichte
Der Ort war zur deutschen Kolonialzeit Offiziersposten der 6. Kompanie der Schutztruppe.
Im Jahr 2012 wurde Kasulu zum Town Council erklärt. Seitdem finden alle fünf Jahre Wahlen zur Stadtverwaltung statt. Vorsitzender des Stadtrates ist seit 2015 Herr Twallib S.Mangu.

### Einwohnerentwicklung
Die Einwohnerzahl steigt rasch.

## Einrichtungen und Dienstleistungen
- Bildung: Neben Grundschulen und weiterführenden Schulen gibt es in der Stadt sieben Hochschulen (Colleges). Zwei sind berufsbildend und zwei für die Lehrerausbildung. Daneben gibt es je eine Landwirtschaftsschule, eine Krankenpflegeschule und eine Tourismusschule (Stand 2016).[5]
- Gesundheit: Im Wahlkreis Kasulu Town Council gibt es zwei Krankenhäuser, ein Gesundheitszentrum und 20 Apotheken. Ein Krankenhaus wird staatlich betrieben, eines gehört der römisch-katholischen Kirche. Die häufigste Krankheit ist Malaria, im Jahr 2016 erkrankten daran 31.000 Menschen, fast 200 starben.[6]

## Wirtschaft und Infrastruktur
- Landwirtschaft: Das Umland ist stark landwirtschaftlich geprägt. Für den Eigenbedarf werden Mais, Maniok, Bohnen, Bananen, Reis, Süßkartoffeln und Kartoffeln angebaut. Für den Verkauf bestimmt sind Kaffee, Ingwer, Sonnenblumen und Zuckerrohr.[7]
- Handel: Die Stadt ist ein Handelszentrum für die Umgebung bis nach Burundi, es gibt elf Großhändler und über 700 Einzelhändler.[8]

- Straßen: Durch die Stadt verläuft die Nationalstraße T9, die wichtigste Nord-Süd-Verbindung im Westen von Tansania.[9]
- Flughafen: Im Norden der Stadt befindet sich ein kleiner Flughafen mit einer 1270 Meter langen Landebahn.[10]

## Sehenswürdigkeiten
- Kulturzentrum: Im Jahr 1978 wurde das Kulturzentrum eingerichtet. Es zeigt Kulturgüter der Ha, der größten Ethnie der Stadt, und bietet den Jugendlichen Platz für Treffen.[11]